# Liga Europejska w piłce siatkowej mężczyzn 2019 (składy)
Artykuł grupuje składy wszystkich reprezentacji narodowych w piłce siatkowej, które wystąpiły w Lidze Europejskiej 2019. Każda drużyna mogła zgłosić maksymalnie 26 graczy do szerokiego składu. Na każdy mecz w poszczególnej kolejce spośród szerokiego składu zgłoszonych mogło być maksymalnie 14 graczy.
- Wiek na dzień 25 maja 2019 roku.
- Przynależność klubowa na koniec sezonu 2018/2019.
- Zawodnicy oznaczeni symbolem  zostali zgłoszeni do fazy finałowej.
- Legenda: 
Nr - numer zawodnika
 A - atakujący 
 L - libero 
 P - przyjmujący 
 R - rozgrywający 
 Ś - środkowy 
 U - uniwersalny

## Złota Liga Europejska

### Belgia
Trener: Brecht Van Kerckhove
| Nr                                    | Imię i nazwisko     | Data urodzenia (wiek) | Wzrost (cm) | Klub                    | Pozycja |
| ------------------------------------- | ------------------- | --------------------- | ----------- | ----------------------- | ------- |
| 1                                     | Lou Kindt           | 25.05.1997 (21)       | 202         | Volleyteam Roeselare    | P       |
| 2                                     | Sébastien Dumont    | 18.01.1994 (25)       | 180         | Axis Guibertin          | L       |
| 4                                     | Tim Verstraete      | 01.02.1999 (20)       | 174         | Volley Haasrode Leuven  | L/P     |
| 5                                     | Igor Grobelny       | 08.06.1993 (25)       | 194         | Cuprum Lubin            | P       |
| 6                                     | Lowie Stuer         | 24.11.1995 (23)       | 194         | Volley Menen            | L/P     |
| 7                                     | Mathieu Vanneste    | 10.02.1999 (20)       | 195         | Volley Haasrode Leuven  | P       |
| 8                                     | Berre Peters        | 22.05.2000 (19)       | 190         | Volley Haasrode Leuven  | P       |
| 9                                     | Gil Hofmans         | 02.05.1997 (22)       | 201         | Volley Haasrode Leuven  | P       |
| 11                                    | Seppe Van Hoyweghen | 07.10.2000 (18)       | 198         | Lindemans Aalst         | R       |
| 12                                    | Robbe Vandeweyer    | 06.07.1995 (23)       | 198         | Lindemans Aalst         | P       |
| 13                                    | Simon Peeters       | 28.04.1997 (22)       | 192         | VC Maaseik              | P       |
| 14                                    | Sander Depovere     | 08.01.1995 (24)       | 195         | Volleyteam Roeselare    | R       |
| 15                                    | Lienert Cosemans    | 20.10.1993 (25)       | 203         | VBC Waremme             | R       |
| 16                                    | Wout D'Heer         | 26.04.2001 (18)       | 202         | Topsportschool          | A       |
| 17                                    | Roman Abinet        | 10.08.1991 (27)       | 197         | VBC Waremme             | A       |
| 18                                    | Elias Thys          | 20.10.1998 (20)       | 202         | VC Maaseik              | Ś       |
| 19                                    | Wannes De Beul      | 10.06.1991 (27)       | 195         | Volley Menen            | Ś       |
| 20                                    | Arno Van De Velde   | 30.12.1995 (23)       | 210         | Volleyteam Roeselare    | Ś       |
| W szerokiej kadrze znaleźli się także |                     |                       |             |                         |         |
|                                       | Kobe Brems          | 08.05.2000 (19)       | 191         | Topsportschool          | R       |
|                                       | Laszlo De Paepe     | 24.06.1996 (22)       | 202         | Lindemans Aalst         | Ś       |
|                                       | Mathijs Desmet      | 28.01.2000 (19)       | 197         | Volleyteam Roeselare    | P       |
|                                       | Jeroen Oprins       | 31.08.1994 (24)       | 201         | Amigos-Van Pelt Zoersel | P       |
|                                       | Thomas Pardon       | 10.03.1998 (21)       | 203         | Volley Haasrode Leuven  | Ś       |
|                                       | Simon Plaskie       | 10.03.2001 (18)       | 190         | Topsportschool          | P       |
|                                       | Stef van Heyste     | 03.04.1996 (23)       | 192         | VC Maaseik              | R       |
|                                       | Gert van Walle      | 07.08.1987 (21)       | 197         | Volley Haasrode Leuven  | A       |

### Białoruś
Trener: Wiktar Bieksza
| Nr                                    |               | Imię i nazwisko         | Data urodzenia (wiek) | Wzrost (cm) | Klub                  | Pozycja |
| 1                                     | Faza finałowa | Andrej Radziuk          | 23.03.1990 (29)       | 193         | New Real Volley Gioia | P       |
| 2                                     |               | Pawieł Audoczanka       | 13.01.1990 (29)       | 204         | Stroitiel Mińsk       | P       |
| 5                                     | Faza finałowa | Siarhiej Busieł         | 30.05.1989 (28)       | 207         | Nowa Nowokujbyszewsk  | Ś       |
| 6                                     | Faza finałowa | Uładzisłau Babkiewicz   | 10.05.2001 (18)       | 206         | RGUOR-2001 Mińsk      | A       |
| 7                                     | Faza finałowa | Maksim Szkredau         | 10.10.1997 (21)       | 205         | Szachcior Soligorsk   | Ś       |
| 8                                     | Faza finałowa | Wiaczasłau Szmat        | 06.01.1997 (22)       | 202         | Szachcior Soligorsk   | Ś       |
| 10                                    | Faza finałowa | Arciom Kudraszou        | 12.11.1995 (23)       | 202         | Stroitiel Mińsk       | A       |
| 15                                    | Faza finałowa | Kanstancin Ciuszkiewicz | 08.02.1999 (20)       | 190         | Stroitiel Mińsk       | R       |
| 16                                    | Faza finałowa | Dzmitryj Wasz           | 23.04.1988 (31)       | 193         | Eniergija Homel       | R       |
| 17                                    | Faza finałowa | Radziwon Miskiewicz     | 22.04.1995 (24)       | 198         | Ural Ufa              | A       |
| 18                                    | Faza finałowa | Maksim Budziuchin       | 13.12.1992 (26)       | 188         | Szachcior Soligorsk   | L       |
| 19                                    | Faza finałowa | Wiaczasłau Czarapowicz  | 08.02.1992 (27)       | 199         | Eniergija Homel       | A       |
| 20                                    | Faza finałowa | Pawieł Kuklinski        | 18.12.1989 (29)       | 194         | Tianjin               | P       |
| 21                                    | Faza finałowa | Alaksiej Kurasz         | 01.06.1988 (30)       | 189         | Szachcior Soligorsk   | R       |
| 61                                    | Faza finałowa | Raman Aplewicz          | 19.03.1986 (33)       | 185         | Eniergija Homel       | P       |
| W szerokiej kadrze znaleźli się także |               |                         |                       |             |                       |         |
|                                       |               | Siarhiej Antanowicz     | 21.04.1986 (33)       | 197         | Szachcior Soligorsk   | P       |
|                                       |               | Uładzisłau Dawyskiba    | 31.03.2001 (18)       | 197         | Stroitiel Mińsk       | P       |
|                                       |               | Maksim Marozau          | 29.05.1989 (29)       | 206         | Chemik Bydgoszcz      | Ś       |
|                                       |               | Wadzim Prańko           | 14.09.1991 (27)       | 204         | Stroitiel Mińsk       | Ś       |
|                                       |               | Artur Udrys             | 18.10.1990 (28)       | 212         | Fakieł Nowy Urengoj   | A       |
|                                       |               | Stanisłau Zabarouski    | 04.01.1988 (31)       | 182         | Stroitiel Mińsk       | L       |

### Chorwacja
Trener:  Emanuele Zanini
| Nr                                    | Imię i nazwisko       | Data urodzenia (wiek) | Wzrost (cm) | Klub                      | Pozycja |
| ------------------------------------- | --------------------- | --------------------- | ----------- | ------------------------- | ------- |
| 1                                     | Tsimafei Zhukouski    | 18.12.1989 (29)       | 196         | Callipo Sport             | R       |
| 4                                     | Tino Hanžić           | 24.10.2000 (18)       | 188         | Nice VB                   | P       |
| 6                                     | Ivan Raič             | 03.06.1989 (29)       | 204         | CS Arcada Galați          | A       |
| 7                                     | Marko Sedlaček        | 29.07.1996 (22)       | 202         | HAOK Mladost Zagrzeb      | P       |
| 8                                     | Sven Šarčević         | 06.12.1990 (28)       | 180         | HAOK Mladost Zagrzeb      | L       |
| 9                                     | Sandro Dukić          | 13.06.1992 (26)       | 201         | HAOK Mladost Zagrzeb      | Ś       |
| 10                                    | Filip Šestan          | 06.06.1995 (23)       | 195         | SCMU Craiova              | P       |
| 11                                    | Petar Višić           | 11.02.1998 (21)       | 201         | OK Mladost Kaštel Lukšić  | R       |
| 12                                    | Fran Peterlin         | 15.08.1993 (25)       | 199         | Salonit Anhovo Kanal      | P       |
| 13                                    | Hrvoje Pervan         | 08.12.1994 (24)       | 186         | OK Mladost Kaštel Lukšić  | L       |
| 14                                    | Marino Marelić        | 16.10.1995 (23)       | 199         | HAOK Mladost Zagrzeb      | P       |
| 16                                    | Leo Andrić            | 20.07.1994 (24)       | 203         | Afyon Belediyespor Yüntaş | A       |
| 17                                    | Ivan Mihalj           | 23.11.1990 (28)       | 210         | CS Arcada Galați          | Ś       |
| 19                                    | Ivan Zeljković        | 31.08.1994 (24)       | 182         | OK Mladost Kaštel Lukšić  | P       |
| 20                                    | Kruno Nikačević       | 11.01.1996 (23)       | 200         | HAOK Mladost Zagrzeb      | A       |
| W szerokiej kadrze znaleźli się także |                       |                       |             |                           |         |
|                                       | Bernard Bakonji       | 28.11.1997 (21)       | 200         | HAOK Mladost Zagrzeb      | R       |
|                                       | Davor Bogdanović      | 19.01.1991 (28)       | 185         | MOK Rijeka                | P       |
|                                       | Ivan Đirlić           | 29.05.2001 (17)       | 188         | HAOK Mladost Zagrzeb      | P       |
|                                       | Petar Đirlić          | 27.05.1997 (21)       | 207         | ACH Volley Lublana        | A       |
|                                       | Danijel Galić         | 14.04.1987 (32)       | 200         | Bank Sumsel Babel         | P       |
|                                       | Ivan Matoković        | 14.06.1993 (25)       | 204         | OK Mladost Kaštel Lukšić  | A       |
|                                       | Tomislav Mitrašinović | 14.02.2000 (19)       | 206         | HAOK Mladost Zagrzeb      | Ś       |
|                                       | Stipe Perić           | 07.05.1997 (22)       | 204         | OK Mladost Kaštel Lukšić  | Ś       |
|                                       | Kristijan Smiljanić   | 21.12.1994 (24)       | 185         | MOK Rijeka                | L       |
|                                       | Nikola Ščerbakov      | 05.07.1995 (23)       | 195         | LISSP Calais              | R       |
|                                       | Hrvoje Zelenika       | 02.02.1992 (27)       | 203         | OKM Centrometal           | Ś       |

### Czechy
Trener: Michal Nekola
| Nr                                    | Imię i nazwisko  | Data urodzenia (wiek) | Wzrost (cm) | Klub                        | Pozycja |
| ------------------------------------- | ---------------- | --------------------- | ----------- | --------------------------- | ------- |
| 2                                     | Jan Hadrava      | 23.03.1990 (29)       | 193         | AZS Olsztyn                 | P       |
| 3                                     | Marek Beer       | 24.05.1988 (31)       | 202         | VK Karlovarsko              | Ś       |
| 5                                     | Adam Zajíček     | 25.02.1993 (26)       | 201         | Kladno volejbal.cz          | Ś       |
| 6                                     | Michal Finger    | 02.09.1993 (25)       | 201         | Ziraat Bankası              | A       |
| 9                                     | Vojtěch Patočka  | 02.03.1993 (26)       | 197         | VK Karlovarsko              | Ś       |
| 12                                    | Daniel Pfeffer   | 27.04.1990 (29)       | 184         | VK Karlovarsko              | L       |
| 13                                    | Jan Galabov      | 12.06.1996 (22)       | 191         | Nice VB                     | P       |
| 14                                    | Adam Bartoš      | 27.04.1992 (27)       | 198         | Nice VB                     | P       |
| 15                                    | Vladimír Sobotka | 07.05.1985 (34)       | 203         | Kladno volejbal.cz          | Ś       |
| 16                                    | Jiří Srb         | 10.06.2000 (18)       | 194         | VK Dukla Liberec            | R       |
| 17                                    | David Janků      | 16.06.1995 (23)       | 193         | VK Ostrava                  | P       |
| 18                                    | Jakub Janouch    | 13.06.1990 (28)       | 194         | VfB Friedrichshafen         | R       |
| 19                                    | Marek Zmrhal     | 10.08.1993 (25)       | 203         | VK Karlovarsko              | P       |
| 20                                    | Václav Kopáček   | 21.10.1982 (36)       | 182         | VK Dukla Liberec            | L       |
| W szerokiej kadrze znaleźli się także |                  |                       |             |                             |         |
|                                       | Pavel Bartoš     | 20.04.1994 (25)       | 191         | Waldviertel Volleyball Team | R       |
|                                       | Luboš Bartůněk   | 24.05.1990 (29)       | 190         | SKV Ústí nad Labem          | R       |
|                                       | Patrik Indra     | 08.12.1997 (21)       | 200         | VK Dukla Liberec            | A       |
|                                       | Filip Křesťan    | 15.12.1987 (31)       | 200         | VK České Budějovice         | A       |
|                                       | Tomáš Kunc       | 18.10.1997 (21)       | 184         | VK Dukla Liberec            | L       |
|                                       | Petr Michálek    | 19.08.1989 (29)       | 190         | VK České Budějovice         | P       |
|                                       | Josef Polák      | 11.02.1999 (20)       | 202         | VK České Budějovice         | Ś       |
|                                       | Oliver Sedláček  | 27.04.1998 (21)       | 201         | VK Ostrava                  | Ś       |
|                                       | Petr Šulista     | 29.04.1993 (26)       | 199         | VK Dukla Liberec            | P       |

### Estonia
Trener:  Gheorghe Crețu
| Nr                                    |               | Imię i nazwisko | Data urodzenia (wiek) | Wzrost (cm) | Klub              | Pozycja |
| ------------------------------------- | ------------- | --------------- | --------------------- | ----------- | ----------------- | ------- |
| 1                                     |               | Henri Treial    | 28.05.1992 (26)       | 203         | VBC Mondovì       | Ś       |
| 3                                     |               | Kevin Saar      | 15.01.1995 (24)       | 190         | Volley Luzern     | P       |
| 4                                     | Faza finałowa | Ardo Kreek      | 07.08.1986 (32)       | 203         | Paris Volley      | Ś       |
| 5                                     | Faza finałowa | Kert Toobal     | 03.06.1979 (39)       | 189         | Cuprum Lubin      | R       |
| 6                                     | Faza finałowa | Hindrek Pulk    | 07.11.1990 (28)       | 194         | Bigbank Tartu     | A       |
| 7                                     | Faza finałowa | Renee Teppan    | 26.09.1993 (25)       | 197         | Skra Bełchatów    | A       |
| 8                                     |               | Märt Tammearu   | 17.03.2001 (18)       | 196         | Bigbank Tartu     | A       |
| 9                                     | Faza finałowa | Robert Täht     | 15.08.1993 (25)       | 192         | Arkas Spor Izmir  | P       |
| 10                                    | Faza finałowa | Silver Maar     | 11.02.1999 (20)       | 184         | Pärnu VK          | L       |
| 11                                    | Faza finałowa | Oliver Venno    | 23.05.1990 (29)       | 210         | Galatasaray       | A       |
| 12                                    | Faza finałowa | Kristo Kollo    | 17.01.1990 (29)       | 190         | VBC Mondovì       | P       |
| 14                                    | Faza finałowa | Rait Rikberg    | 30.08.1982 (36)       | 174         | Bigbank Tartu     | L       |
| 15                                    | Faza finałowa | Andrus Raadik   | 19.10.1986 (32)       | 199         | Savo Volley       | P       |
| 16                                    |               | Robert Viiber   | 31.01.1997 (22)       | 205         | Aero Odolena Voda | R       |
| 17                                    | Faza finałowa | Timo Tammemaa   | 18.11.1991 (27)       | 202         | VC Maaseik        | Ś       |
| 18                                    | Faza finałowa | Rauno Tamme     | 07.04.1992 (27)       | 188         | Saaremaa VK       | P       |
| 19                                    | Faza finałowa | Andri Aganits   | 07.09.1993 (25)       | 207         | VC Maaseik        | Ś       |
| 20                                    | Faza finałowa | Mart Naaber     | 15.12.1992 (26)       | 212         | Bigbank Tartu     | Ś       |
| 21                                    |               | Stefan Kaibald  | 19.05.1997 (22)       | 193         | Bigbank Tartu     | P/L     |
| 22                                    |               | Markkus Keel    | 18.08.1995 (23)       | 191         | SK Aich/Dob       | R       |
| W szerokiej kadrze znaleźli się także |               |                 |                       |             |                   |         |
|                                       |               | Oliver Orav     | 31.08.1995 (23)       | 192         | Selver Tallinn    | P       |
|                                       |               | Alex Saaremaa   | 18.12.2000 (18)       | 208         | Bigbank Tartu     | Ś       |
|                                       |               | Andres Toobal   | 27.08.1988 (30)       | 193         | bez klubu         | R       |
|                                       |               | Johan Vahter    | 19.11.1995 (23)       | 190         | Saaremaa VK       | L       |
|                                       |               | Renet Vanker    | 22.09.1998 (20)       | 193         | Selver Tallinn    | R       |
|                                       |               | Mihkel Varblane | 12.12.1999 (19)       | 200         | Selver Tallinn    | Ś       |

### Finlandia
Trener:  Joel Banks
| Nr                                    | Imię i nazwisko   | Data urodzenia (wiek) | Wzrost (cm) | Klub                 | Pozycja |
| ------------------------------------- | ----------------- | --------------------- | ----------- | -------------------- | ------- |
| 1                                     | Niko Haapakoski   | 01.05.1996 (23)       | 192         | Lentopalloseura Etta | R       |
| 4                                     | Lauri Kerminen    | 18.01.1993 (26)       | 185         | Kuzbass Kemerowo     | L       |
| 5                                     | Peetu Mäkinen     | 19.08.1995 (23)       | 200         | Perungan Pojat       | P       |
| 6                                     | Antti Ronkainen   | 11.08.1996 (22)       | 189         | Lentopalloseura Etta | P       |
| 7                                     | Niko Suihkonen    | 11.04.1999 (20)       | 190         | Vammalan Lentopallo  | P       |
| 9                                     | Tommi Siirilä     | 05.08.1993 (25)       | 203         | Vammalan Lentopallo  | Ś       |
| 11                                    | Sauli Sinkkonen   | 14.09.1989 (29)       | 201         | Akaa-Volley          | Ś       |
| 12                                    | Samuli Kaislasalo | 03.08.1995 (23)       | 204         | AO Foinikas Syros    | A       |
| 15                                    | Henrik Porkka     | 14.01.1998 (21)       | 202         | Hurrikaani-Loimaa    | Ś       |
| 18                                    | Akseli Lankinen   | 31.08.1997 (21)       | 194         | Korson Veto          | R       |
| 19                                    | Niklas Breilin    | 08.09.1999 (19)       | 178         | Kokkolan Tiikerit    | L       |
| 20                                    | Joonas Jokela     | 12.12.1998 (20)       | 201         | Lentopalloseura Etta | A       |
| 21                                    | Fedor Ivanov      | 01.12.2000 (18)       | 193         | Savo Volley          | R       |
| 23                                    | Mikko Karjarinta  | 22.07.1999 (19)       | 210         | Vammalan Lentopallo  | Ś       |
| 24                                    | Aaro Nikula       | 23.03.1999 (20)       | 212         | Vammalan Lentopallo  | A       |
| 25                                    | Ilari Toimela     | 27.02.1998 (21)       | 200         | Vammalan Lentopallo  | P       |
| W szerokiej kadrze znaleźli się także |                   |                       |             |                      |         |
|                                       | Jiri Hänninen     | 12.05.1998 (21)       | 193         | Kokkolan Tiikerit    | P       |
|                                       | Elviss Krastins   | 15.09.1994 (24)       | 192         | Arago de Sète        | P       |
|                                       | Antti Ropponen    | 17.08.1995 (23)       | 193         | Hurrikaani-Loimaa    | A       |
|                                       | Severi Savonsalmi | 21.08.2000 (18)       | 208         | Savo Volley          | Ś       |
|                                       | Eemi Tervaportti  | 26.07.1989 (29)       | 193         | Olympiakos SFP       | R       |
|                                       | Tapio Toiviainen  | 23.11.1995 (23)       | 190         | Hurrikaani-Loimaa    | P       |

### Hiszpania
Trener: Fernando Muñoz
| Nr                                    | Imię i nazwisko           | Data urodzenia (wiek) | Wzrost (cm) | Klub                       | Pozycja |
| ------------------------------------- | ------------------------- | --------------------- | ----------- | -------------------------- | ------- |
| 1                                     | Augusto Colito Lopes      | 23.01.1997 (22)       | 197         | CV Teruel                  | A       |
| 2                                     | Ángel Trinidad de Haro    | 27.03.1993 (26)       | 195         | Tours VB                   | R       |
| 3                                     | Víctor Rodríguez Pérez    | 21.09.1998 (20)       | 199         | CV Teruel                  | P       |
| 4                                     | Daniel Ruiz Posadas       | 28.06.1995 (23)       | 190         | Voley Textil Santanderina  | L       |
| 7                                     | Jordi Ramón Ferragut      | 09.07.1999 (19)       | 191         | Club Voley Palma           | P       |
| 9                                     | Alejandro Vigil           | 11.02.1993 (26)       | 210         | Narbonne Volley            | Ś       |
| 11                                    | Miguel Ángel de Amo       | 16.09.1985 (33)       | 185         | VK České Budějovice        | R       |
| 12                                    | Martin de Chavarria Muñoz | 11.10.2000 (18)       | 199         | CV Manacor                 | Ś       |
| 13                                    | Andrés Villena            | 27.02.1993 (26)       | 194         | CV Teruel                  | A       |
| 14                                    | Miguel Ángel Fornés       | 06.09.1993 (25)       | 204         | CV Teruel                  | Ś       |
| 16                                    | Juan Manuel González      | 11.01.1994 (25)       | 193         | CV Eivissa                 | P       |
| 17                                    | José Villalba Zamorano    | 01.03.2000 (19)       | 193         | CyL Palencia 2020          | P       |
| 18                                    | Aharón Gámiz              | 13.05.1989 (30)       | 179         | CV Teruel                  | L       |
| 20                                    | Álvaro Gimeno Rubio       | 27.09.1999 (19)       | 207         | NJIT Highlanders           | A       |
| 22                                    | David López Alacio        | 14.09.2000 (18)       | 196         | Boiro Voleibol             | Ś       |
| W szerokiej kadrze znaleźli się także |                           |                       |             |                            |         |
|                                       | Joan Domenech Tous        | 28.08.2001 (17)       | 203         | CyL Palencia 2020          | Ś       |
|                                       | Emilio Ferrández Moles    | 03.07.2001 (18)       | 192         | CyL Palencia 2020          | P       |
|                                       | Jorge Fernández Valcárcel | 04.05.1989 (30)       | 202         | Chaumont VB 52 Haute-Marne | Ś       |
|                                       | Francisco Iribarne        | 13.07.1998 (20)       | 199         | CV Almería                 | P       |
|                                       | Rubén Lorente Camacho     | 02.05.1998 (21)       | 188         | CV Almería                 | R       |
|                                       | César Martín              | 18.12.1995 (23)       | 186         | CV Eivissa                 | R       |
|                                       | Ángel Rodríguez Dosal     | 11.11.1995 (23)       | 198         | Voley Textil Santanderina  | A       |

### Holandia
Trener:  Roberto Piazza
| Nr                                    |               | Imię i nazwisko      | Data urodzenia (wiek) | Wzrost (cm) | Klub                       | Pozycja |
| ------------------------------------- | ------------- | -------------------- | --------------------- | ----------- | -------------------------- | ------- |
| 1                                     |               | Daan van Haarlem     | 15.03.1989 (30)       | 198         | VK Karlovarsko             | R       |
| 2                                     | Faza finałowa | Wessel Keemink       | 29.05.1993 (25)       | 197         | Modena Volley              | R       |
| 3                                     | Faza finałowa | Maarten van Garderen | 24.01.1990 (29)       | 200         | Trentino Volley            | P       |
| 4                                     | Faza finałowa | Thijs ter Horst      | 18.09.1991 (27)       | 205         | Daejeon Samsung Bluefangs  | P       |
| 6                                     | Faza finałowa | Luuc van der Ent     | 27.07.1998 (20)       | 208         | Modena Volley              | Ś       |
| 7                                     | Faza finałowa | Gijs Jorna           | 30.05.1989 (29)       | 196         | Spacer’s de Toulouse       | P/L     |
| 8                                     | Faza finałowa | Fabian Plak          | 23.07.1997 (21)       | 198         | Saaremaa VK                | Ś       |
| 9                                     | Faza finałowa | Ewoud Gommans        | 17.11.1990 (28)       | 202         | Volley Amriswil            | P       |
| 12                                    | Faza finałowa | Tim Smit             | 31.12.1989 (29)       | 201         | Lindemans Aalst            | Ś       |
| 14                                    | Faza finałowa | Nimir Abdel-Aziz     | 05.02.1992 (27)       | 201         | Power Volley Milano        | A       |
| 15                                    | Faza finałowa | Gijs van Solkema     | 21.05.1998 (21)       | 193         | SVG Lüneburg               | R       |
| 16                                    | Faza finałowa | Wouter ter Maat      | 07.05.1991 (28)       | 200         | Fenerbahçe                 | A       |
| 17                                    | Faza finałowa | Michaël Parkinson    | 23.11.1991 (27)       | 203         | Steaua Bukareszt           | Ś       |
| 19                                    | Faza finałowa | Just Dronkers        | 07.06.1993 (25)       | 187         | VC Maaseik                 | L       |
| 21                                    |               | Stijn van Schie      | 19.02.1995 (24)       | 200         | Volley Gent                | P       |
| 22                                    |               | Twan Wiltenburg      | 20.01.1997 (22)       | 205         | Orion Volleybal Doetinchem | Ś       |
| 23                                    | Faza finałowa | Sjoerd Hoogendoorn   | 17.02.1991 (28)       | 198         | Sir Safety Perugia         | A       |
| 25                                    |               | Stijn van Tilburg    | 07.04.1996 (23)       | 200         | University of Hawaiʻi      | P       |
| W szerokiej kadrze znaleźli się także |               |                      |                       |             |                            |         |
|                                       |               | Robbert Andringa     | 28.04.1990 (29)       | 192         | AZS Olsztyn                | P       |
|                                       |               | Niels de Vries       | 04.07.1996 (22)       | 207         | Lycurgus                   | Ś       |
|                                       |               | Freek de Weijer      | 30.10.1995 (23)       | 185         | Dynamo Apeldoorn           | R       |
|                                       |               | Stijn Held           | 03.11.1994 (24)       | 189         | Lycurgus                   | R       |
|                                       |               | Chris Ogink          | 22.02.1995 (24)       | 202         | Volley Gent                | Ś       |
|                                       |               | Daan Streutker       | 21.07.1999 (19)       | 201         | Talentteam Papendal Arnhem | A       |
|                                       |               | Frits van Gestel     | 08.12.1992 (26)       | 196         | Lycurgus                   | P       |
|                                       |               | Rik van Solkema      | 11.06.1999 (19)       | 198         | Dynamo Apeldoorn           | A       |

### Łotwa
Trener:  Avo Keel
| Nr                                    | Imię i nazwisko       | Data urodzenia (wiek) | Wzrost (cm) | Klub                   | Pozycja |
| ------------------------------------- | --------------------- | --------------------- | ----------- | ---------------------- | ------- |
| 1                                     | Ingars Ivanovs        | 02.04.1987 (32)       | 183         | OC Limbaži/MSĢ         | L       |
| 2                                     | Jānis Jansons         | 31.08.2000 (18)       | 194         | OC Limbaži/MSĢ         | R       |
| 3                                     | Toms Vanags           | 11.02.1988 (31)       | 190         | Aero Odolena Voda      | P       |
| 4                                     | Toms Švans            | 02.08.1993 (25)       | 198         | Pärnu VK               | Ś       |
| 5                                     | Reinis Pekmans        | 06.06.1993 (25)       | 202         | Martigues Volley-Ball  | A       |
| 6                                     | Markuss Cielavs       | 18.10.1999 (19)       | 200         | Lentopalloseura Etta   | P       |
| 10                                    | Armands Āboliņš       | 04.04.1992 (27)       | 188         | RTU Robežsardze        | P       |
| 11                                    | Deniss Petrovs        | 31.08.1986 (32)       | 188         | Dinamo-LO Sosnowy Bór  | R       |
| 15                                    | Edgars Šimanskis      | 01.09.1997 (21)       | 208         | OC Limbaži/MSĢ         | Ś       |
| 16                                    | Kristaps Platačs      | 28.09.1999 (19)       | 200         | OC Limbaži/MSĢ         | A       |
| 17                                    | Atvars Ozoliņš        | 17.12.1998 (20)       | 191         | Pärnu VK               | P       |
| 20                                    | Zigurds Adamovičs     | 07.05.1998 (21)       | 192         | SK Jēkabpils Lūši      | Ś       |
| 21                                    | Vladislavs Blumbergs  | 27.12.1999 (19)       | 196         | SK Jēkabpils Lūši      | Ś       |
| 22                                    | Renārs Pauls Jansons  | 17.05.2002 (17)       | 197         | RTU Robežsardze        | P/L     |
| W szerokiej kadrze znaleźli się także |                       |                       |             |                        |         |
|                                       | Aleksandrs Avdejevs   | 28.04.1995 (24)       | 200         | RTU Robežsardze        | P       |
|                                       | Hermans Egleskalns    | 08.12.1990 (28)       | 202         | Tours VB               | A       |
|                                       | Aleksandrs Kudrjašovs | 20.09.1988 (30)       | 195         | Kokkolan Tiikerit      | P       |
|                                       | Jānis Eduards Medenis | 26.10.2000 (18)       | 200         | SK Jēkabpils Lūši      | P       |
|                                       | Dāvis Emīls Melnis    | 27.05.1997 (21)       | 179         | SK Jēkabpils Lūši      | L       |
|                                       | Aleksandrs Nasonovs   | 31.03.1998 (21)       | 200         | OC Limbaži/MSĢ         | Ś       |
|                                       | Romāns Saušs          | 27.06.1989 (29)       | 192         | SWD powervolleys Düren | P       |
|                                       | Edvīns Skrūders       | 13.11.1997 (21)       | 188         | SK Jēkabpils Lūši      | R       |
|                                       | Andrejs Zavorotnijs   | 23.07.1985 (33)       | 194         | RTU Robežsardze        | Ś       |

### Słowacja
Trener: Andrej Kravárik
| Nr                                    | Imię i nazwisko | Data urodzenia (wiek) | Wzrost (cm) | Klub                     | Pozycja |
| ------------------------------------- | --------------- | --------------------- | ----------- | ------------------------ | ------- |
| 2                                     | Tomáš Kriško    | 19.12.1988 (30)       | 202         | UNTreF Vóley             | P       |
| 4                                     | Ján Jendrejčák  | 06.04.2000 (19)       | 206         | COP Trenčín              | Ś       |
| 5                                     | Matej Kubš      | 26.05.1988 (30)       | 188         | VK Spartak UJS Komárno   | L       |
| 6                                     | Filip Palgut    | 23.09.1991 (27)       | 202         | TSV Giesen               | R       |
| 7                                     | Patrik Lamanec  | 28.12.1995 (23)       | 196         | VK KDS Šport Košice      | A       |
| 8                                     | Peter Ondrovič  | 28.03.1995 (24)       | 200         | VK České Budějovice      | Ś       |
| 10                                    | Marcel Lux      | 27.07.1994 (24)       | 200         | AZS Olsztyn              | P       |
| 11                                    | Marián Vitko    | 10.02.1994 (25)       | 180         | Vegyész RC Kazincbarcika | L       |
| 15                                    | Juraj Zaťko     | 05.06.1987 (31)       | 192         | VKP Bystrina SPU Nitra   | R       |
| 16                                    | Jakub Kováč     | 13.05.1997 (22)       | 200         | Volley Gent              | Ś       |
| 18                                    | Pavol Kurej     | 19.02.2000 (19)       | 184         | TJ Spartak Myjava        | L       |
| 19                                    | Filip Gavenda   | 13.01.1996 (23)       | 200         | Top Volley Latina        | A       |
| 21                                    | Lukáš Kyjanica  | 26.09.1998 (20)       | 194         | VKP Bystrina SPU Nitra   | Ś       |
| 22                                    | Július Firkaľ   | 14.01.1998 (21)       | 196         | Tokat Belediye Plevne    | P       |
| 23                                    | Martin Pavelka  | 06.07.1992 (26)       | 196         | Volley Haasrode Leuven   | P       |
| 24                                    | Samuel Goč      | 22.09.1999 (19)       | 197         | COP Trenčín              | R       |
| W szerokiej kadrze znaleźli się także |                 |                       |             |                          |         |
|                                       | Milan Bencz     | 05.09.1987 (31)       | 206         | Pag Volley Taviano       | A       |
|                                       | Jakub Ihnát     | 22.10.1996 (22)       | 192         | VK Prievidza             | P       |
|                                       | Jakub Petráš    | 09.05.1998 (21)       | 198         | TJ Spartak Myjava        | A       |
|                                       | Michal Petráš   | 05.12.1996 (22)       | 191         | VfB Friedrichshafen      | P       |
|                                       | Peter Porubský  | 29.03.1995 (24)       | 197         | VKP Bystrina SPU Nitra   | R       |
|                                       | Michal Zeman    | 10.04.2001 (18)       | 202         | TJ Spartak Myjava        | Ś       |

### Turcja
Trener: Nedim Özbey
| Nr                                    |               | Imię i nazwisko       | Data urodzenia (wiek) | Wzrost (cm) | Klub                           | Pozycja |
| ------------------------------------- | ------------- | --------------------- | --------------------- | ----------- | ------------------------------ | ------- |
| 6                                     | Faza finałowa | İzzet Ünver           | 01.01.1992 (27)       | 195         | Fenerbahçe                     | P       |
| 7                                     | Faza finałowa | Çağatay Durmaz        | 09.09.1996 (22)       | 198         | Maliye Piyango                 | Ś       |
| 8                                     | Faza finałowa | Burutay Subaşı        | 15.07.1990 (28)       | 197         | Halkbank                       | P       |
| 9                                     | Faza finałowa | Yasin Aydın           | 11.07.1995 (23)       | 195         | Galatasaray                    | P       |
| 10                                    | Faza finałowa | Arslan Ekşi           | 17.07.1985 (33)       | 199         | Halkbank                       | R       |
| 11                                    | Faza finałowa | Yiğit Gülmezoğlu      | 28.12.1995 (23)       | 194         | Arkas Spor Izmir               | P       |
| 12                                    | Faza finałowa | Adis Lagumdzija       | 29.03.1999 (20)       | 210         | Arkas Spor Izmir               | A       |
| 13                                    | Faza finałowa | Oğuzhan Karasu        | 16.06.1995 (23)       | 203         | Fenerbahçe                     | Ś       |
| 15                                    | Faza finałowa | Metin Toy             | 03.05.1994 (25)       | 202         | İstanbul Büyükşehir Belediyesi | A       |
| 16                                    | Faza finałowa | Burak Mert            | 23.10.1990 (18)       | 185         | Arkas Spor Izmir               | L       |
| 17                                    | Faza finałowa | Doğukan Ulu           | 30.10.1995 (23)       | 205         | Galatasaray                    | Ś       |
| 18                                    | Faza finałowa | Ertuğrul Gazi Metin   | 01.01.1996 (23)       | 204         | Jeopark Kula Belediyespor      | Ś       |
| 19                                    | Faza finałowa | Oğulcan Yatgın        | 28.04.1997 (22)       | 202         | Fenerbahçe                     | R       |
| 21                                    | Faza finałowa | Volkan Döne           | 19.02.1987 (32)       | 186         | Ziraat Bankası                 | L       |
| W szerokiej kadrze znaleźli się także |               |                       |                       |             |                                |         |
|                                       |               | Batuhan Avcı          | 02.08.2000 (18)       | 203         | Beşiktaş                       | P       |
|                                       |               | Efe Bayram            | 01.03.2002 (17)       | 194         | Halkbank                       | P       |
|                                       |               | Onurcan Çakır         | 27.09.1995 (23)       | 188         | Ziraat Bankası                 | L       |
|                                       |               | Abdullah Çam          | 30.03.1997 (22)       | 202         | Halkbank                       | P       |
|                                       |               | Baturalp Burak Güngör | 28.07.1993 (25)       | 189         | İstanbul Büyükşehir Belediyesi | P       |
|                                       |               | Selçuk Keskin         | 15.01.1982 (37)       | 193         | Galatasaray                    | R       |
|                                       |               | Halil İbrahim Kurt    | 16.02.1998 (21)       | 205         | Fenerbahçe                     | Ś       |
|                                       |               | Mert Matıç            | 22.05.1995 (24)       | 208         | Arkas Spor Izmir               | Ś       |
|                                       |               | Hasan Yeşilbudak      | 11.01.1984 (35)       | 190         | Halkbank                       | L       |
|                                       |               | Muzaffer Yönet        | 18.06.1997 (21)       | 195         | Galatasaray                    | R       |

### Ukraina
Trener:  Uģis Krastiņš
| Nr                                    | Imię i nazwisko     | Data urodzenia (wiek) | Wzrost (cm) | Klub                          | Pozycja |
| ------------------------------------- | ------------------- | --------------------- | ----------- | ----------------------------- | ------- |
| 1                                     | Tymofij Połujan     | 10.01.1998 (21)       | 198         | ACH Volley Lublana            | P       |
| 3                                     | Dmytro Wijecki      | 19.02.1998 (21)       | 201         | Vojvodina Nowy Sad            | A       |
| 5                                     | Ołeh Płotnycki      | 05.06.1997 (21)       | 195         | Vero Volley Monza             | P       |
| 6                                     | Maksym Drozd        | 05.08.1991 (27)       | 208         | Tourcoing LM                  | Ś       |
| 7                                     | Horden Browa        | 08.04.1991 (28)       | 190         | Barkom-Każany Lwów            | L       |
| 9                                     | Wołodymyr Kowalczuk | 22.04.1984 (35)       | 195         | Hapoel Matte Aszer            | R       |
| 10                                    | Jurij Semeniuk      | 12.05.1994 (25)       | 210         | Barkom-Każany Lwów            | Ś       |
| 11                                    | Władysław Didenko   | 29.09.1992 (26)       | 190         | WK Winnica                    | R       |
| 12                                    | Denys Fomin         | 21.07.1986 (32)       | 177         | Serce Podilla Winnica         | L       |
| 14                                    | Illa Kowalow        | 31.08.1996 (22)       | 198         | Pärnu VK                      | P       |
| 15                                    | Wołodymyr Tewkun    | 03.09.1988 (30)       | 205         | Szachcior Soligorsk           | A       |
| 16                                    | Ołeh Szewczenko     | 08.01.1993 (26)       | 194         | Barkom-Każany Lwów            | P       |
| 18                                    | Jan Jereszczenko    | 06.04.1990 (29)       | 197         | Ural Ufa                      | P       |
| 20                                    | Ołeksandr Hładenko  | 03.12.1991 (27)       | 203         | Barkom-Każany Lwów            | Ś       |
| 21                                    | Roman Chandrolin    | 10.04.1982 (37)       | 194         | Atyrau VC                     | R       |
| W szerokiej kadrze znaleźli się także |                     |                       |             |                               |         |
|                                       | Dmytro Dołhopołow   | 14.09.1993 (25)       | 195         | VO Příbram                    | R       |
|                                       | Pyłyp Harmasz       | 21.04.1989 (30)       | 190         | WK Winnica                    | L       |
|                                       | Ołeksij Hołoweń     | 12.01.1999 (20)       | 195         | Barkom-Każany Lwów            | R       |
|                                       | Jewhenij Kisiluk    | 27.01.1995 (24)       | 197         | Barkom-Każany Lwów            | P       |
|                                       | Ołeksij Klamar      | 11.04.1987 (32)       | 192         | Tourcoing LM                  | P       |
|                                       | Andrij Rohożyn      | 13.07.1997 (21)       | 203         | Jurydyczna akademіja Charków  | Ś       |
|                                       | Dmytro Storożyłow   | 01.06.1986 (32)       | 196         | Serce Podilla Winnica         | R       |
|                                       | Jurij Synycia       | 22.08.1993 (25)       | 190         | Jugra-Samotłor Niżniewartowsk | R       |
|                                       | Dmytro Teriomenko   | 01.02.1987 (32)       | 200         | Tours VB                      | Ś       |
|                                       | Jurij Tomyn         | 23.12.1988 (30)       | 198         | Barkom-Każany Lwów            | A       |
|                                       | Wasyl Tupczij       | 13.01.1992 (27)       | 195         | Arago de Sète                 | P       |

## Srebrna Liga Europejska

### Austria
Trener:  Michael Warm
| Nr                                    | Imię i nazwisko        | Data urodzenia (wiek) | Wzrost (cm) | Klub                            | Pozycja |
| ------------------------------------- | ---------------------- | --------------------- | ----------- | ------------------------------- | ------- |
| 1                                     | Philipp Kroiss         | 02.03.1988 (31)       | 184         | ACS Volei Municipal Zalău       | L       |
| 3                                     | Peter Wohlfahrtstätter | 10.03.1989 (30)       | 203         | SL Benfica                      | Ś       |
| 4                                     | Niklas Kronthaler      | 14.05.1994 (25)       | 194         | Hypo Tirol Alpenvolleys Haching | P       |
| 5                                     | Thomas Tröthann        | 04.05.1992 (27)       | 202         | SK Aich/Dob                     | P       |
| 6                                     | Anton Menner           | 25.07.1994 (24)       | 194         | VK Ostrava                      | P       |
| 8                                     | Alexander Tusch        | 19.11.1992 (26)       | 188         | Volley Leverano                 | R       |
| 11                                    | Markus Berger          | 04.08.1995 (23)       | 189         | UVC Ried                        | P       |
| 12                                    | Alexander Berger       | 27.09.1988 (30)       | 194         | Sir Safety Perugia              | P       |
| 13                                    | Maximilian Thaller     | 13.12.1993 (25)       | 188         | Steaua Bukareszt                | R       |
| 14                                    | Florian Ringseis       | 09.07.1992 (26)       | 187         | Hypo Tirol Alpenvolleys Haching | L       |
| 15                                    | Nicolai Grabmüller     | 18.04.1996 (23)       | 199         | SK Aich/Dob                     | Ś       |
| 16                                    | Manuel Steiner         | 06.06.1993 (25)       | 171         | SK Aich/Dob                     | L       |
| 17                                    | Mathäus Jurkovics      | 27.04.1998 (21)       | 212         | TV Rottenburg                   | Ś       |
| 18                                    | Paul Buchegger         | 04.03.1996 (23)       | 206         | Vero Volley Monza               | A       |
| 21                                    | Edin Ibrahimovic       | 11.07.1998 (20)       | 192         | Menlo College                   | P       |
| 22                                    | Maximilian Landfahrer  | 18.11.1993 (25)       | 193         | SK Aich/Dob                     | P       |
| 24                                    | Stephan Langwieser     | 08.04.1999 (20)       | 188         | VCA Amstetten Niederösterreich  | L       |
| W szerokiej kadrze znaleźli się także |                        |                       |             |                                 |         |
|                                       | Niklas Etlinger        | 03.08.1999 (19)       | 190         | VCA Amstetten Niederösterreich  | P       |
|                                       | Fabian Kriener         | 31.12.1995 (23)       | 194         | UVC Ried                        | R       |
|                                       | Lukas Kühl             | 05.11.1999 (19)       | 204         | UVC Ried                        | Ś       |
|                                       | David Reiter           | 13.11.1996 (22)       | 200         | UVC Graz                        | Ś       |
|                                       | Maximilian Schedl      | 01.01.2001 (18)       | 203         | TSV Hartberg                    | A       |
|                                       | Jan Niklas Zaller      | 08.08.1999 (19)       | 189         | VCA Amstetten Niederösterreich  | R       |

### Azerbejdżan
Trener: Farid Jalalov
| Nr                                    | Imię i nazwisko     | Data urodzenia (wiek) | Wzrost (cm) | Klub                        | Pozycja |
| ------------------------------------- | ------------------- | --------------------- | ----------- | --------------------------- | ------- |
| 1                                     | Vüqar Bayramov      | 21.01.1992 (27)       | 196         | Jakarta Pertamina Energi    | P       |
| 2                                     | Tural Həsənli       | 25.05.1993 (26)       | 190         | Lokomotiv Baku              | R       |
| 3                                     | Cavid Süleymanov    | 26.02.1989 (30)       | 195         | Sərhədçi                    | A       |
| 4                                     | Aqil Ağazadə        | 19.04.1998 (21)       | 192         | brak danych                 | P       |
| 5                                     | Vadim Kutukov       | 17.12.1986 (32)       | 192         | brak danych                 | P       |
| 6                                     | Elmin Alışanov      | 05.10.1990 (28)       | 192         | Lokomotiv Baku              | Ś       |
| 7                                     | Emil Abdullayev     | 03.01.1983 (36)       | 170         | brak danych                 | L       |
| 8                                     | Rəsul İbrahimov     | 01.02.1988 (31)       | 192         | AEK                         | P       |
| 9                                     | Pərviz Səmədov      | 28.01.1986 (33)       | 202         | Lokomotiv Baku              | A       |
| 10                                    | Dmitrij Obodnikow   | 30.08.1987 (31)       | 202         | Lokomotiv Baku              | Ś       |
| 11                                    | Asif Əliyev         | 27.07.1989 (29)       | 175         | Lokomotiv Baku              | L       |
| 13                                    | Aleksey Çervyakov   | 13.02.1984 (35)       | 190         | brak danych                 | R       |
| 15                                    | Dmitrij Baranow     | 29.08.1994 (24)       | 200         | Aldebarán San Sadurniño     | Ś       |
| 17                                    | Andriej Wasilenko   | 03.02.1995 (24)       | 190         | Bulancak Belediye Betonspor | A       |
| 19                                    | Kənan Allahverdiyev | 15.09.1990 (28)       | 185         | Lokomotiv Baku              | L       |
| W szerokiej kadrze znaleźli się także |                     |                       |             |                             |         |
|                                       | Ramazan Ağabəyov    | 31.08.2000 (18)       | 198         | brak danych                 | Ś       |
|                                       | Vüsal Rüstəmov      | 03.08.1997 (21)       | 186         | brak danych                 | R       |

### Bośnia i Hercegowina
Trener: Edin Baković
| Nr                                    | Imię i nazwisko   | Data urodzenia (wiek) | Wzrost (cm) | Klub                      | Pozycja |
| ------------------------------------- | ----------------- | --------------------- | ----------- | ------------------------- | ------- |
| 2                                     | Mlađan Lukić      | 29.10.1995 (23)       | 186         | OK Mladost Brčko          | L       |
| 3                                     | Marko Milovanović | 23.04.1998 (21)       | 197         | OK Kakanj 78              | P       |
| 4                                     | Alen Didović      | 08.01.1997 (22)       | 193         | Budva                     | P       |
| 5                                     | Tihomir Gajić     | 13.10.1993 (25)       | 203         | OK Mladost Brčko          | Ś       |
| 6                                     | Radoslav Janjić   | 02.10.1993 (25)       | 191         | OK Mladost Brčko          | P       |
| 7                                     | Almir Čolo        | 16.10.1991 (27)       | 201         | OK Mladost Brčko          | Ś       |
| 8                                     | Asmir Hukičević   | 16.03.1993 (26)       | 193         | Asz-Szamal                | P       |
| 9                                     | Luka Šormaz       | 07.06.1989 (29)       | 196         | Chênois Genève Volleyball | R       |
| 10                                    | Adi Osmanović     | 06.05.1995 (24)       | 206         | Tuscania Volley           | A       |
| 11                                    | Nenad Šormaz      | 19.03.1992 (27)       | 199         | Plessis Robinson VB       | P       |
| 12                                    | Sejdin Mustafić   | 27.05.1995 (23)       | 185         | OK Kakanj 78              | L       |
| 13                                    | Andrej Ristić     | 23.01.1998 (21)       | 190         | Volley Leverano           | P       |
| 15                                    | Nemanja Vidović   | 22.03.1991 (28)       | 194         | Unirea Dej                | R       |
| 16                                    | Miloš Popović     | 18.10.1996 (22)       | 195         | OK Borac Banja Luka       | Ś       |
| 18                                    | Velibor Vuković   | 22.02.1987 (32)       | 189         | MOK Brčko-Jedinstvo       | A       |
| W szerokiej kadrze znaleźli się także |                   |                       |             |                           |         |
|                                       | Belmin Begić      | 28.06.1995 (23)       | 194         | Ribnica Kraljevo          | R       |
|                                       | Jovo Bijelović    | 09.03.1997 (22)       | 195         | OK Majevica Lopare        | P       |
|                                       | Miloš Ćulibrk     | 15.12.1991 (27)       | 205         | OK Radnik Bijeljina       | Ś       |
|                                       | Ivo Ivić          | 01.05.2000 (19)       | 188         | HOK Domaljevac            | R       |
|                                       | Matej Ivić        | 27.01.1999 (20)       | 185         | HOK Domaljevac            | L       |
|                                       | Dejan Jocić       | 03.12.1998 (20)       | 204         | Budva                     | Ś       |
|                                       | Danilo Ružić      | 26.11.1988 (30)       | 203         | OK Kakanj 78              | Ś       |

### Dania
Trener: Kristian Knudsen
| Nr                                    | Imię i nazwisko           | Data urodzenia (wiek) | Wzrost (cm) | Klub                        | Pozycja |
| ------------------------------------- | ------------------------- | --------------------- | ----------- | --------------------------- | ------- |
| 1                                     | Nikolaj Hjorth            | 13.03.1998 (21)       | 187         | Middelfart VK               | L       |
| 4                                     | Simon Andersen            | 20.04.1997 (22)       | 205         | Long Beach State University | Ś       |
| 5                                     | Simon Gade                | 06.09.1991 (27)       | 200         | Gentofte Volley             | Ś       |
| 7                                     | Nicolai Hovmann Overgaard | 22.07.1994 (24)       | 205         | Hvidovre VK                 | Ś       |
| 8                                     | Axel Jacobsen             | 10.07.1984 (34)       | 196         | Panathinaikos AO            | R       |
| 10                                    | Mads Møllgaard            | 07.05.1995 (24)       | 199         | Gentofte Volley             | P       |
| 12                                    | Kalle Kjerstein Madsen    | 15.04.2002 (17)       | 190         | VK Vestsjælland             | P/L     |
| 13                                    | Tobias Hougs Kjær         | 17.07.1999 (19)       | 188         | Gentofte Volley             | P       |
| 15                                    | Peter Trolle Bonnesen     | 16.03.1993 (26)       | 208         | Gentofte Volley             | A       |
| 17                                    | Rasmus Nielsen            | 22.05.1994 (25)       | 198         | Argos Volley Sora           | P       |
| 18                                    | Rasmus Mikelsons          | 02.05.1998 (21)       | 197         | Gentofte Volley             | Ś       |
| 20                                    | Ulrik Dahl                | 18.11.2000 (18)       | 200         | Gentofte Volley             | A       |
| 21                                    | Mads Kyed Jensen          | 24.04.1999 (20)       | 207         | Gentofte Volley             | R       |
| 22                                    | Oskar Kjerstein Madsen    | 17.01.2000 (19)       | 194         | VK Vestsjælland             | P       |
| W szerokiej kadrze znaleźli się także |                           |                       |             |                             |         |
|                                       | Ali Ibrahim Alievski      | 13.08.1988 (30)       | 178         | Hvidovre VK                 | L       |
|                                       | Simon Bitsch              | 22.12.1990 (28)       | 197         | Marienlyst Odense           | P       |
|                                       | Mikkel Hoff               | 15.10.2001 (17)       | 196         | Marienlyst Odense           | R       |
|                                       | Peter Kromann Jensen      | 17.03.1990 (29)       | 198         | Hvidovre VK                 | P       |
|                                       | Simon Boye Jørgensen      | 13.03.1999 (20)       | 193         | Hvidovre VK                 | A       |
|                                       | Anton Martin Lydolff      | 20.04.2000 (19)       | 199         | Marienlyst Odense           | P       |
|                                       | Sebastian Mikelsons       | 20.11.1988 (30)       | 190         | Gentofte Volley             | R       |
|                                       | Philip Metin Özari        | 26.06.1993 (25)       | 193         | Gentofte Volley             | P       |
|                                       | Mads Ellinge Qvist        | 28.08.1996 (22)       | 188         | ASV Aarhus                  | R       |
|                                       | Aske Mørkeberg Sørensen   | 20.04.1993 (26)       | 198         | Hvidovre VK                 | Ś       |
|                                       | Steen Lyngø Sørensen      | 14.09.1988 (30)       | 200         | Hvidovre VK                 | A       |
|                                       | Sigurd Neltoft Varming    | 19.02.1994 (25)       | 206         | Marienlyst Odense           | A       |

### Grecja
Trener: Dimitris Andreopulos
| Nr                                    | Imię i nazwisko          | Data urodzenia (wiek) | Wzrost (cm) | Klub                     | Pozycja |
| ------------------------------------- | ------------------------ | --------------------- | ----------- | ------------------------ | ------- |
| 1                                     | Dimitris Zisis           | 02.04.1994 (25)       | 183         | Panathinaikos AO         | L       |
| 3                                     | Nikos Zupanis            | 18.03.1989 (30)       | 202         | Olympiakos SFP           | P       |
| 5                                     | Dimitris Filipow         | 04.12.1990 (28)       | 198         | PAOK                     | R       |
| 6                                     | Konstandinos Stiwachtis  | 22.05.1980 (39)       | 186         | Olympiakos SFP           | R       |
| 7                                     | Jorgos Petreas           | 19.11.1986 (32)       | 201         | Olympiakos SFP           | Ś       |
| 8                                     | Jeorjos Dziumakas        | 23.01.1995 (24)       | 202         | AEK                      | A       |
| 9                                     | Menelaos Kokinakis       | 21.01.1993 (26)       | 193         | Stade Poitevin Poitiers  | P       |
| 11                                    | Aleksandros Raptis       | 16.02.2000 (19)       | 190         | Panathinaikos AO         | A       |
| 12                                    | Todoris Wulkidis         | 30.03.1996 (23)       | 201         | AO Foinikas Syros        | Ś       |
| 13                                    | Janis Takuridis          | 24.05.1988 (31)       | 195         | PAOK                     | Ś       |
| 14                                    | Panajotis Pelekudas      | 08.11.1989 (29)       | 202         | Panathinaikos AO         | Ś       |
| 15                                    | Andreas Fragkos          | 21.12.1989 (29)       | 200         | United Volleys Frankfurt | P       |
| 16                                    | Angim Kodzai             | 26.10.2000 (18)       | 197         | Pegaz Polichni           | R       |
| 18                                    | Teologos Daridis         | 18.07.1991 (27)       | 178         | Olympiakos SFP           | L       |
| 19                                    | Jorgos Papaleksiu        | 28.08.1999 (19)       | 205         | Olympiakos SFP           | Ś       |
| 21                                    | Anestis Dalakuras        | 18.06.1993 (25)       | 196         | MGS AE Komotini          | P       |
| W szerokiej kadrze znaleźli się także |                          |                       |             |                          |         |
|                                       | Charalambos Andreopulos  | 23.01.2001 (18)       | 188         | Panathinaikos AO         | P       |
|                                       | Mitar Dzurits            | 25.04.1989 (30)       | 211         | Stade Poitevin Poitiers  | A       |
|                                       | Konstandinos Kapetanidis | 24.03.1999 (20)       | 195         | PAOK                     | P       |
|                                       | Stawros Kasambalis       | 01.06.1995 (23)       | 188         | APOEL Nikozja            | R       |
|                                       | Friksos Kotsakis         | 01.05.1999 (20)       | 190         | GAS Pamwochaikos         | P       |
|                                       | Rafail Kumendakis        | 05.05.1993 (26)       | 203         | Olympiakos SFP           | P       |
|                                       | Dimitris Muchlias        | 17.05.2001 (18)       | 199         | GS Iraklis               | A       |
|                                       | Iraklis Papadopulos      | 02.09.1991 (27)       | 202         | AEK                      | A       |
|                                       | Jorgos Pendidis          | 15.12.1993 (25)       | 205         | Panathinaikos AO         | Ś       |
|                                       | Atanasis Protopsaltis    | 12.09.1993 (25)       | 186         | VfB Friedrichshafen      | P       |

### Gruzja
Trener: Sulchani Achwlediani
| Nr                                    | Imię i nazwisko      | Data urodzenia (wiek) | Wzrost (cm) | Klub        | Pozycja |
| ------------------------------------- | -------------------- | --------------------- | ----------- | ----------- | ------- |
| 1                                     | Zaza Oniani          | 16.04.1999 (20)       | 199         | brak danych | A       |
| 2                                     | Saba Iobidze         | 13.07.2000 (18)       | 194         | brak danych | A       |
| 3                                     | Iwane Gejadze        | 08.12.2000 (18)       | 194         | brak danych | Ś       |
| 4                                     | Micheil Guniawa      | 21.06.1995 (23)       | 193         | brak danych | P       |
| 5                                     | Giorgi Czcholaria    | 12.05.1995 (24)       | 194         | brak danych | P       |
| 6                                     | Wladimer Gejadze     | 02.06.1999 (19)       | 195         | brak danych | Ś       |
| 7                                     | Dawit Cchomaria      | 08.04.1998 (21)       | 187         | brak danych | P       |
| 8                                     | Dawit Czaczua        | 07.01.2000 (19)       | 188         | brak danych | P       |
| 9                                     | Giorgi Gordadze      | 07.08.2002 (16)       | 195         | brak danych | R       |
| 11                                    | Kacha Chimsziaszwili | 31.08.1999 (19)       | 175         | brak danych | L       |
| 12                                    | Otari Czaczua        | 12.12.1993 (25)       | 194         | brak danych | R       |
| 13                                    | Aleksi Zakaidze      | 21.01.2001 (18)       | 201         | brak danych | Ś       |
| 16                                    | Badri Nucubidze      | 01.04.1998 (21)       | 200         | brak danych | P       |
| 17                                    | Goga Buadze          | 29.10.1997 (21)       | 176         | brak danych | L       |
| W szerokiej kadrze znaleźli się także |                      |                       |             |             |         |
|                                       | Danieli Cheirabadi   | 14.03.1999 (20)       | 185         | brak danych | L       |
|                                       | Rewaz Ciklauri       | 19.06.1997 (21)       | 197         | brak danych | Ś       |
|                                       | Lasza Czocheli       | 25.02.1997 (22)       | 187         | brak danych | R       |
|                                       | Kachaber Kopaliani   | 10.07.1999 (19)       | 190         | brak danych | R       |
|                                       | Dawit Lazaraszwili   | 06.11.1999 (19)       | 197         | brak danych | P       |
|                                       | Dawit Meladze        | 12.02.2002 (17)       | 201         | brak danych | P       |

### Rumunia
Trener: Dănuț Pascu
| Nr                                    | Imię i nazwisko     | Data urodzenia (wiek) | Wzrost (cm) | Klub                      | Pozycja |
| ------------------------------------- | ------------------- | --------------------- | ----------- | ------------------------- | ------- |
| 1                                     | Ciprian Matei       | 24.04.1989 (30)       | 200         | ACS Volei Municipal Zalău | A       |
| 2                                     | Liviu Cristudor     | 24.09.1987 (31)       | 196         | CS Arcada Galați          | L       |
| 3                                     | Vlad Cuciureanu     | 15.06.1991 (27)       | 195         | CS Arcada Galați          | Ś       |
| 5                                     | Gabriel Cherbeleață | 04.05.1991 (28)       | 197         | CSM București             | A       |
| 6                                     | Claudiu Dumitru     | 29.03.1995 (24)       | 191         | CSM București             | R       |
| 7                                     | Bogdan Florin Ene   | 22.03.1986 (33)       | 192         | SCMU Craiova              | P       |
| 8                                     | Mihai Gheorghiță    | 03.07.1985 (33)       | 215         | ACS Volei Municipal Zalău | Ś       |
| 9                                     | Adrian Aciobăniței  | 24.08.1997 (21)       | 195         | VfB Friedrichshafen       | P       |
| 10                                    | Cristian Bartha     | 29.11.1985 (33)       | 191         | ACS Volei Municipal Zalău | R       |
| 11                                    | Laurențiu Lică      | 11.02.1980 (39)       | 200         | SCMU Craiova              | A       |
| 12                                    | Marian Bala         | 12.03.1990 (29)       | 190         | CSM București             | P       |
| 13                                    | Liviu Râpeanu       | 28.10.1984 (34)       | 192         | Universitatea Cluj        | R       |
| 14                                    | Răzvan Mihalcea     | 25.02.1988 (31)       | 207         | ACS Volei Municipal Zalău | Ś       |
| 15                                    | Silviu Suson        | 29.04.1989 (30)       | 194         | Unirea Dej                | P       |
| 16                                    | Rareș Bălean        | 08.07.1997 (21)       | 196         | ACS Volei Municipal Zalău | P       |
| 17                                    | Vlad Kantor         | 03.05.1995 (24)       | 178         | Unirea Dej                | L       |
| 18                                    | Răzvan Olteanu      | 29.04.1991 (28)       | 204         | SCMU Craiova              | Ś       |
| W szerokiej kadrze znaleźli się także |                     |                       |             |                           |         |
|                                       | Nicolae Ghionea     | 17.03.1988 (31)       | 196         | CSM București             | Ś       |
|                                       | Ionuț Emil Manda    | 11.08.1987 (31)       | 192         | Dinamo Bukareszt          | R       |
|                                       | Andrei Spînu        | 24.01.1987 (32)       | 210         | ACS Volei Municipal Zalău | Ś       |

### Węgry
Trener:  Bogdan Tănase
| Nr                                    | Imię i nazwisko    | Data urodzenia (wiek) | Wzrost (cm) | Klub                     | Pozycja |
| ------------------------------------- | ------------------ | --------------------- | ----------- | ------------------------ | ------- |
| 1                                     | Alpár Szabó        | 26.07.1990 (28)       | 202         | TSV Herrsching           | Ś       |
| 2                                     | Bence Bozóki       | 22.11.1994 (24)       | 193         | Volleyball Kaposvár      | P       |
| 4                                     | Kristóf Horváth    | 02.09.1999 (19)       | 199         | Volleyball Kaposvár      | P       |
| 5                                     | Dániel Flachner    | 19.08.1999 (19)       | 203         | Pénzügyőr SE             | Ś       |
| 6                                     | Bálint Magyar      | 17.12.1991 (27)       | 191         | Pénzügyőr SE             | R       |
| 7                                     | Ákos Kalmár        | 04.01.1998 (21)       | 202         | Volleyball Kaposvár      | A       |
| 8                                     | Roland Gergye      | 24.02.1993 (26)       | 200         | Galatasaray              | P       |
| 9                                     | Cameron Illés Keen | 09.10.1997 (21)       | 183         | Volleyball Kaposvár      | R       |
| 10                                    | József Nagy        | 04.04.1986 (33)       | 200         | Volleyball Kaposvár      | Ś       |
| 11                                    | Viktor Bán         | 08.09.1997 (21)       | 186         | Pénzügyőr SE             | L       |
| 13                                    | Csanád Dávid       | 06.11.1991 (27)       | 198         | Steaua Bukareszt         | P       |
| 14                                    | Kornél Flachner    | 23.05.2001 (18)       | 195         | SZESE Győr               | Ś       |
| 15                                    | Péter Blázsovics   | 08.06.1995 (23)       | 194         | Vegyész RC Kazincbarcika | P       |
| W szerokiej kadrze znaleźli się także |                    |                       |             |                          |         |
|                                       | Árpád Baróti       | 23.10.1991 (27)       | 206         | Narbonne Volley          | A       |
|                                       | Gábor Bögöly       | 24.10.1997 (21)       | 191         | Volleyball Kaposvár      | P       |
|                                       | Márk Deák          | 18.07.1991 (27)       | 181         | Kecskeméti RC            | L       |
|                                       | Dániel Gacs        | 22.06.1996 (22)       | 202         | Kecskeméti RC            | Ś       |
|                                       | Norbert Gebhardt   | 05.12.1996 (22)       | 198         | Vegyész RC Kazincbarcika | P       |
|                                       | Péter Juhász       | 29.06.1988 (30)       | 199         | Vegyész RC Kazincbarcika | Ś       |
|                                       | Olivér Krupánszki  | 15.07.1995 (23)       | 194         | Kecskeméti RC            | P       |
|                                       | Marcell Pesti      | 01.05.2000 (19)       | 196         | Kecskeméti RC            | A       |
|                                       | Alex Rása          | 14.10.1993 (25)       | 192         | Pénzügyőr SE             | Ś       |